# Hattie Morahan
Harriet Jane "Hattie" Morahan (7 de marzo de 1978) es una actriz de cine, televisión y teatro británica. Sus roles más reconocidos incluyen a Alice en The Bletchley Circle, Gale Benson en The Bank Job (2008) y Ann en Mr. Holmes (2015).
Es medio hermana del director de cine y de vídeos musicales Andy Morahan, y pareja del actor Blake Ritson.

## Filmografía

### Cine
- 2020 Enola Holmes - Lady Caroline Tewksbury
- 2019 Official Secrets - Yvonne Ridley
- 2017 Beauty and the Beast - Agatha
- 2015 The Outcast - Elizabeth
- 2015 Mr. Holmes - Ann Kelmot
- 2013 Summer in February - Laura Knight
- 2013 Having You - Lucy
- 2008 Bike Squad - Julie Cardigan
- 2008 The Bank Job - Gale Benson
- 2007 The Golden Compass - Clara
- 1996 The Peacock Spring - Gwithian

### Televisión
- 2024 Fool Me Once - Caroline Burkett
- 2015 Ballot Monkeys - Siobhan Hope
- 2015 Arthur & George - Jean Leckie
- 2014 The Bletchley Circle - Alice
- 2007-2012 Outnumbered - Jane
- 2012 Eternal Law - Hannah English
- 2010 Money - Martina Twain
- 2008 Trial and Retribution - Sally Lawson
- 2008 Sense & Sensibility - Elinor Dashwood
- 2005 Bodies - Beth Lucas Hall